# Хефейський метрополітен
Хефейський метрополітен (кит.: 合肥轨道交通) — система ліній метрополітену в місті Хефей, Аньхой, КНР.

## Історія
Будівництво розпочалося 1 червня 2012 року. Лінія 1 в повному складі відкрилася у 2016 році, Лінія 2 — 26 грудня 2017 року. Рівно через два роки відкрилася в повному складі Лінія 3.

## Лінії
Переважна більшість станцій в місті підземна, в системі лише 4 естакадних станції. Всі станції задля безпеки пасажирів обладнані платформними розсувними дверима.
| №   | Дата відкриття | Останнє продовження | Кількість станцій | Кінцеві станції                        | Довжина в км | Кількість підземних станцій |
| --- | -------------- | ------------------- | ----------------- | -------------------------------------- | ------------ | --------------------------- |
| (1) | 26 грудня 2016 | —                   | 23                | «Hefei railway station» — «Jiulianwei» | 24,6         | 23                          |
| (1) | 26 грудня 2017 | —                   | 24                | «Nangang» — «Sanshibu»                 | 27,8         | 24                          |
| (1) | 26 грудня 2019 | —                   | 33                | «Xiangchenglu» — «Xingfuba»            | 37,2         | 29                          |

## Розвиток
Станом на середину липня 2020 року в місті будують дві нових лінії та розширення Лінії 1 на 3 станції.
- Лінія 4 (помаранчева) — будується, відкриття заплановано на 2021 рік, матиме 31 станцію та 41,3 км.
- Лінія 5 (світло-зелена) — будується, відкриття заплановано на червень 2021 року, матиме 33 станції та 40,2 км.

## Режим роботи
Працює з 6:00 до 22:00.

## Галерея

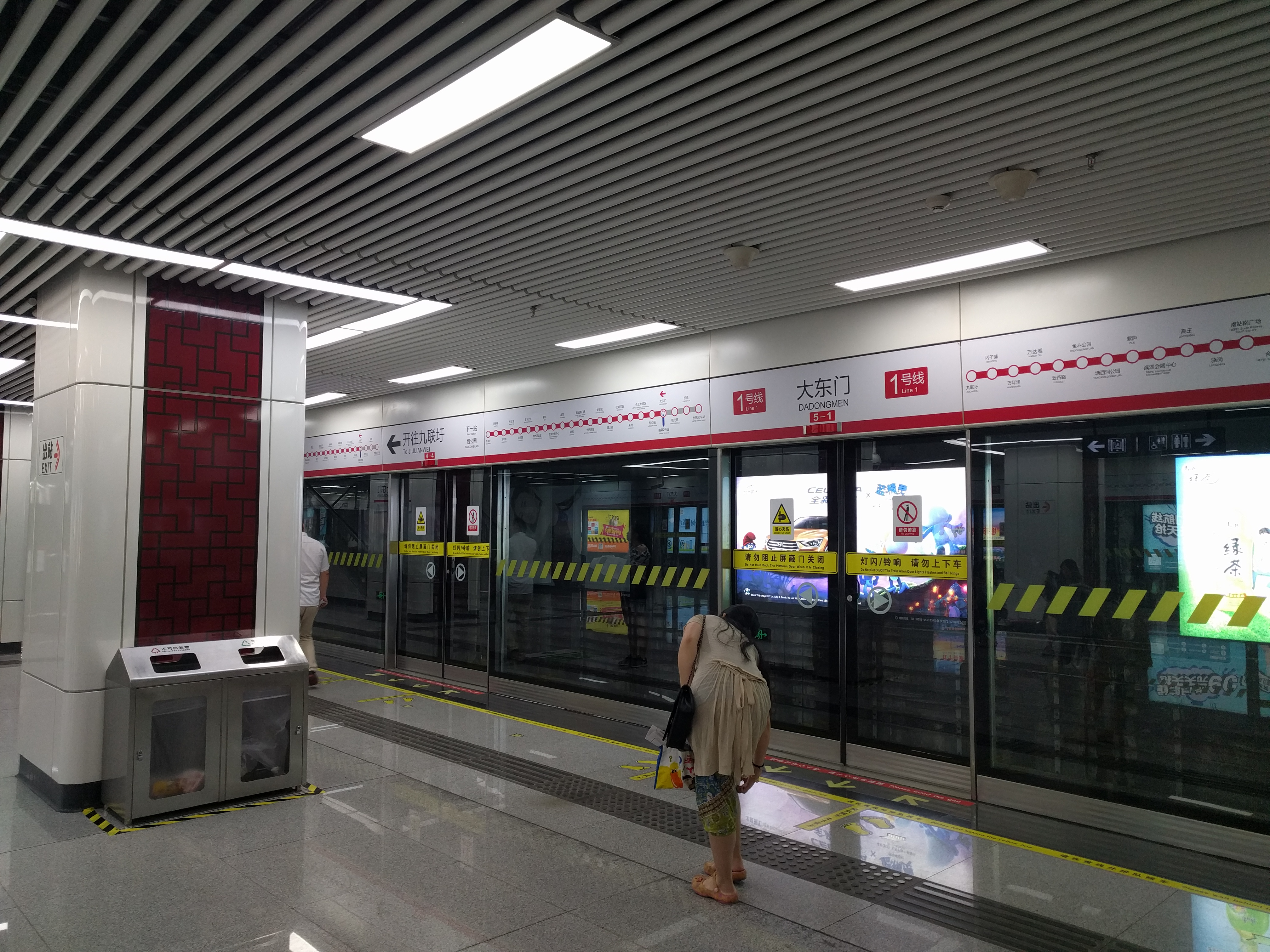
Станція «Dadongmen»
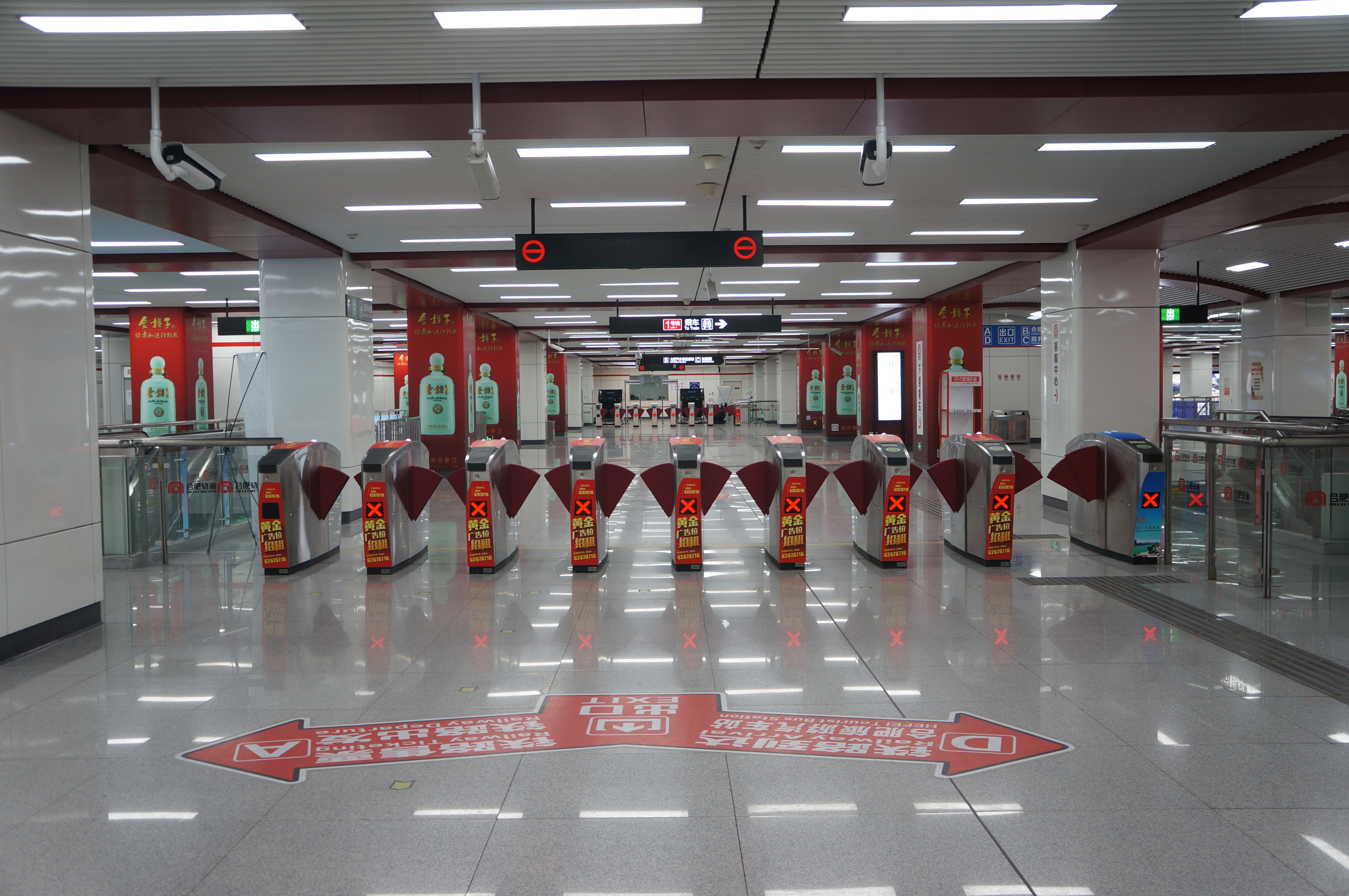
Турнікети на вході
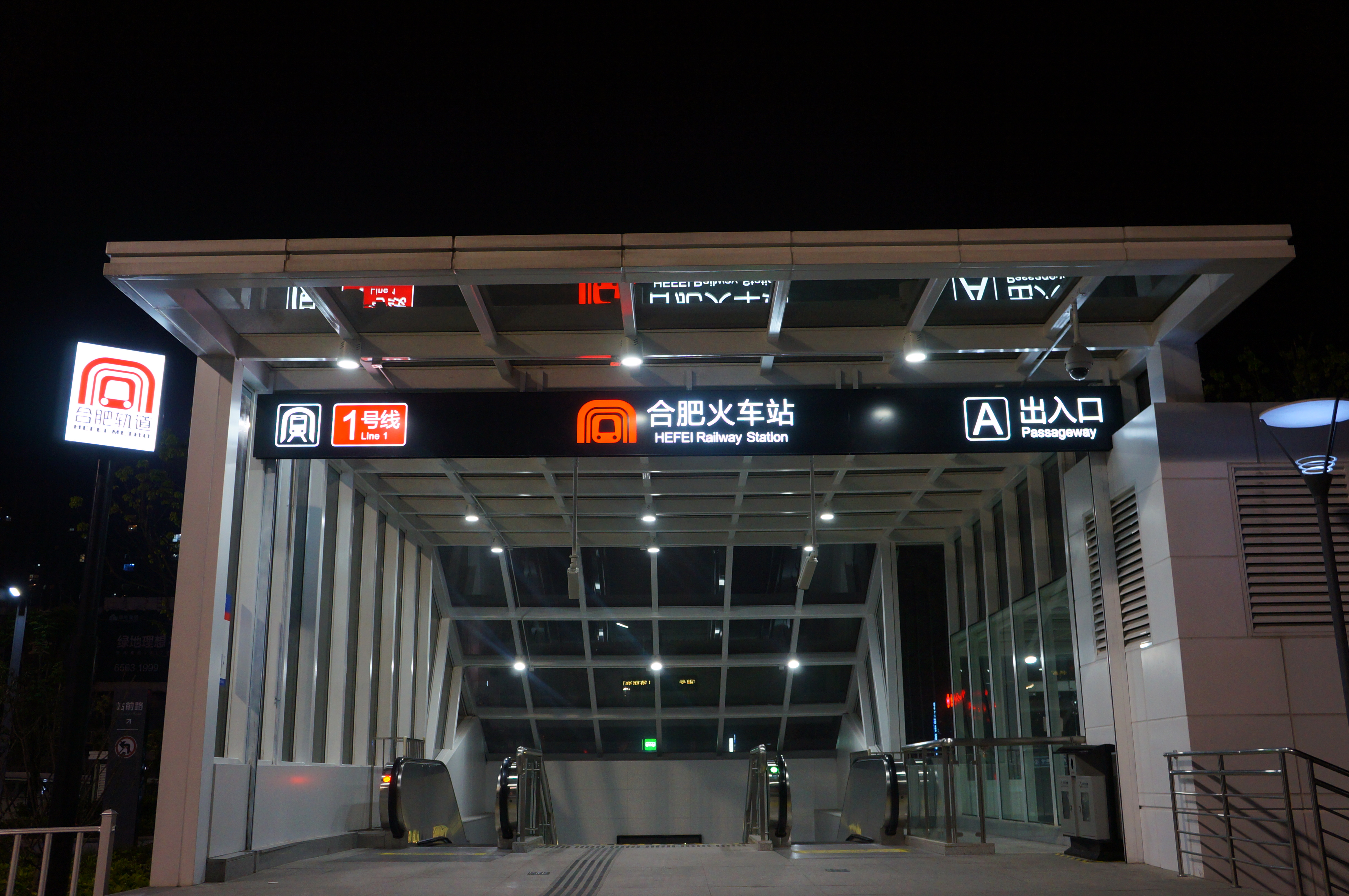
Віхід зі станції
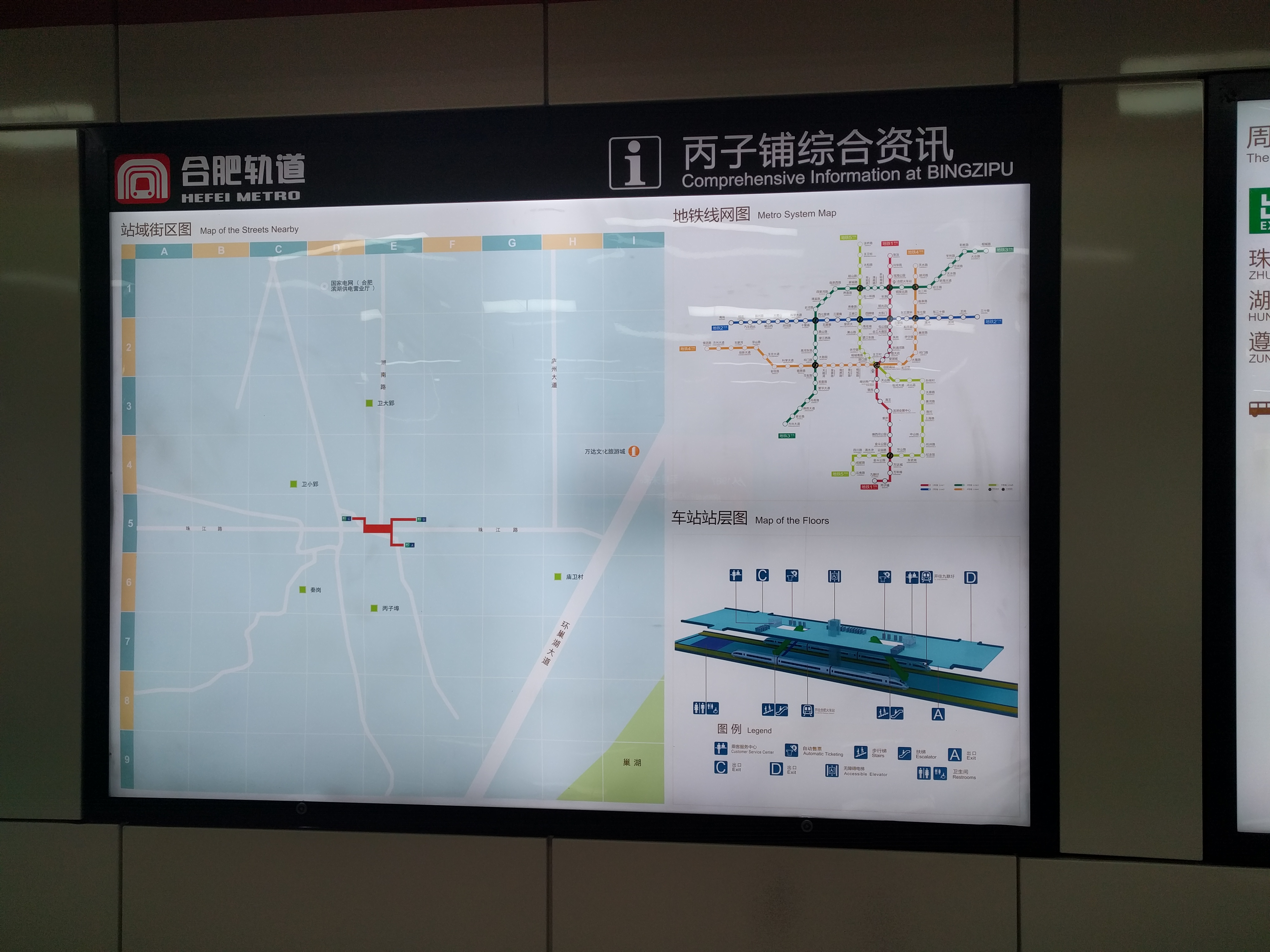
Інформаційне табло на станції «Bingzipu»